# Alessandro Zoppetti
Alessandro Zoppetti (Casalpusterlengo, 28 marzo 1979) è un ex calciatore italiano, di ruolo difensore.

## Carriera
Cresciuto nella Cremonese, ha fatto il suo debutto in Serie A con la maglia della Reggina il 28 agosto 2005, giocando da titolare fino al 71' nella gara casalinga contro la Roma (0-3).
Ha disputato oltre 200 partite in Serie B.
Dopo avere militato per due stagioni nel Perugia in Lega Pro Prima Divisione, in seguito al fallimento della società umbra è rimasto svincolato.
Il 1º agosto 2010 è stato ingaggiato dal Giulianova (Lega Pro Seconda Divisione). Il calciatore ha sottoscritto un contratto biennale.
Dopo due stagioni in maglia Giallorossa, nell'estate del 2012 passa in Serie D alla Pergolettese.
Dopo la sfortunata stagione con i cremaschi (che pure vincono il campionato) caratterizzata da un brutto infortunio alla caviglia, Alessandro firma per il San Colombano, squadra in odore di ripescaggio in Serie D.
Dopo una stagione tra Sancolombano e Real Pizzighettone si ritira dal calcio giocato.